# Električna reaktansa
Prolaskom kroz električne provodnike i otpornike električna struja nailazi na električni otpor koji je određen strukturalnim osobinama materijala od kojeg je neki električki vodič, odn. otpornik načinjen. Električna struja u električnim strujnim krugovima s električnim otpornicima strogo je srazmerna električnom naponu, a obrnuto srazmerna veličini električnog otpora (u daljnjem tekstu: struja, napon, otpor). 
Reaktancija je imaginarna veličina koja ima svoju apsolutnu vrednost (veličinu) i odgovarajući fazni pomak (argument). S reaktancijama se u osnovi računa kao i s električnim mrežama izvedenim istosmernim električnim izvorima i otporima, uzimajući naravno u obzir da se matematičke operacije zbivaju u kompleksnoj ravni. Uz iste uslove vrede Omov zakon, Kirhofovi zakoni, teoreme iz područja električnih mreža (Tevenenova teorema, Nortonova teorema i teorema superpozicije) te druge metode rešavanja linearnih električnih mreža.

## Električni otpor
Otpornik ne menja veličinu svog otpora veličinom struje koja kroz njega prolazi te се naziva i linearnim elementom. Karakteristika ne samo otpornika, već i svih provodnika elektriciteta generalno, je da je njihov otpor po pravilu jednak i za jednosmernu i za sve vrste naizmenične struje bez obzira na frekvenciju ili talasni oblik naizmenične struje, gde je električni otpor određen odnosom u skladu sa Omovim zakonom:
{\displaystyle I={\frac {U}{R}}}
Konačno, i ne manje važno, otpornik kao osnovni elektronski element nema mogućnost skladištenja energije. Za razliku od otpornika, električni kondenzatori i električne zavojnice (u daljnjem tekstu: kondenzator, zavojnica) imaju svojstvo pohrane (akumuliranja) energije u obliku električnog ili magnetnog polja.

## Poređenje sa otporom
Reaktanca je slična otporu u tome što veća reaktanca dovodi do manjih struja za isti primenjeni napon. Dalje, kolo napravljeno u potpunosti od elemenata koji imaju samo reaktancu (i bez otpora) može se tretirati na isti način kao i kolo napravljeno u potpunosti od otpora. Ove iste tehnike se takođe mogu koristiti za kombinovanje elemenata sa reaktancom sa elementima sa otporom, ali su za izražavanje obično potrebni kompleksni brojevi. Ovo je obrađeno u nastavku u članku o impedansi.
Postoji nekoliko važnih razlika između reaktanse i otpora. Prvo, reaktansa menja fazu tako da se struja kroz element pomera za četvrtinu ciklusa u odnosu na fazu napona primenjenog na element. Drugo, snaga se ne rasipa u čisto reaktivnom elementu, već se umesto toga skladišti. Treće, reaktanse mogu biti negativne tako da mogu 'poništiti' jedna drugu. Konačno, glavni elementi kola koji imaju reaktansu (kondenzatori i induktori) imaju reaktancu zavisnu od frekvencije, za razliku od otpornika koji imaju isti otpor za sve frekvencije, barem u idealnom slučaju.
Termin reaktansa je prvi predložio francuski inženjer M. Hospitalier u L'Industrie Electrique 10. maja 1893. godine. Zvanično ga je usvojio Američki institut elektroinženjera u maju 1894. godine.

## Kondenzator

### Električna reaktancija kondenzatora
Kondenzator ne provodi jednosmernu električnu struju te za nju predstavlja, u idealnim uslovima, beskonačno velik otpor. Međutim, priključenjem na jednosmerni električni izvor on će se «nabiti» elektricitetom i upravo ta osobina kondenzatora da pohranjuje energiju imaće posledicu da će on svojevrsnim povratnim, reaktivnim, delovanjem uticati i na jačinu naizmenične struje. Kako je električni kapacitet definisan kao odnos električnog naboja koji postoji na oblogama kondenzatora i odgovarajućeg električnog napona koji se pojavljuje na priključnicama kondenzatora (u daljnjem tekstu: kapacitet, naboj, napon), u statičkim uslovima vredi da je
{\displaystyle C={\frac {Q}{U}}}
U dinamičkim uslovima, međutim, vrede sledeći odnosi
{\displaystyle C={\frac {dq}{du}}}
iz čega sledi da je
{\displaystyle du={\frac {1}{C}}dq}
odnosno generalno
{\displaystyle u(t)={\frac {1}{C}}\int i(t)\,dt.}
Rešavanje integralnih ili diferencijalnih jednačina može se pokazati složenim čak i za jednostavnija električna kola, a tamo gde ima više strujnih petlji, električnih izvora i veći broj otpornika i kondenzatora to može predstavljati nepremostivu poteškoću. Štaviše, računanje trenutnih vrednosti naizmeničnih napona i struja u domenu vremena niti nema neku praktičnu vrednost. Zato se pomoću Furijeove transformacije ili Laplasove transformacije za slučaj kontinuirane sinusoidne pobude ({\displaystyle s=j\omega \,} ) čitava integralna jednačina transformiše iz domena vremena u domen kružne frekvencije {\displaystyle j\omega ,\,} kako sledi 
{\displaystyle U(j\omega \,)={\frac {1}{j\omega \,C}}I(j\omega \,)}
Kondenzatoru, odn. kapacitetu, se na taj način dodeljuje svojevrstan imaginaran «otpor» u području kružne frekvencije koji se naziva kapacitivnim reaktivnim otporom ili kapacitivnom reaktancijom:
{\displaystyle X_{C}={\frac {1}{j\omega \,C}}}
i odgovarajuća kapacitivna reaktivna provodljivost, odn. kapacitivna susceptancija: {\displaystyle B=j\omega \,C}
gde je {\displaystyle \omega \,=2\pi \,f}
Kapacitivni reaktivni otpor kondenzatora se smanjuje porastom frekvencije nazmenične struje strminom 6 dB/oktavi (20 dB/dekadi) da bi za beskonačno visoku frekvenciju postao jednak nuli. Prikazujući napon na kondenzatoru i struju kroz kondenzator vektorima (ponekad se koristi pojam fazora) u kompleksnoj ravni, ustanovljen u odnosu na vektor napona, na primer, na pozitivnu realnu osu, vektor struje prethodi vektoru napona za 90 stupnjeva i koji se u takvom slučaju nalazi na pozitivnoj imaginarnoj osi ({\displaystyle +j\,}). Uobičajeno je stoga kazati da kod kondenzatora, odn. kapaciteta, fazni pomak struje +90 stupnjeva. 

### Reaktancija kondenzatora u strujnom krugu
Reaktancija kondenzatora je imaginarna veličina gde se, vrlo pojednostavljeno, integracija u domenu vremena zamenjuje deljenjem sa {\displaystyle j\,\omega \,} prelazeći na taj način u domen kružne frekvencije. U području kružne frekvencije u strujnim kolima postupa se vrlo slično strujnim kolima sa jednosmernim izvorima te je rezultantna reaktancija serijskog spoja više kondenzatora jednaka:
{\displaystyle X=X_{C_{1}}+X_{C_{1}}+\dots +X_{C_{1}}}
dok za paralelni spoj više kapacitivnih reaktancija vredi
{\displaystyle {\frac {1}{X}}={\frac {1}{X_{C_{1}}}}+{\frac {1}{X_{C_{2}}}}+\dots +{\frac {1}{X_{C_{n}}}}}

### Reaktancija kondenzatora u stvarnim uvjetima
Kondenzator sa idealnim dielektrikom (idealni kondenzator) vraća u električnu mrežu onoliko energije koliko je i primio. Na taj način u ukupnom energetskom bilancu kondenzator u idealnim uslovima ne troši snagu iz električne mreže i ne uzrokuje gubitke energije. U stvarnosti, međutim, kondenzator ima neki konačni otpor dielektrika te ga prikazujemo paralelnim spojem idealnog kondenzatora kapaciteta C, te otpora Rc koji predstavlja otpor dielektrika i uzrok je gubitaka snage na kondenzatoru. Odnos otpora dielektrika i apsolutne vrednosti reaktancije kondenzatora određuje kvalitet kondenzatora te su u tom smislu najkvalitetniji, na primer, keramički kondenzatori su među najkvalitetnijim elektrolitskim kondenzatorima.

## Zavojnica

### Električna reaktancija zavojnice
Za razliku od kondenzatora, zavojnica pohranjuje energiju u magnetskom polju i dok se kondenzator svojim kapacitetom protivi promeni napona, karakteristika je zavojnice da se svojom induktivnošću protivi promeni struje indukujući tzv. protivelektromotornu silu određenu diferencijalnom jednačinom:
{\displaystyle u(t)=L{\frac {di(t)}{dt}}}
Primenljujući Furijeovu, odn. Laplasovu transformaciju za slučaj kontinuirane sinusoidne pobude ({\displaystyle s=j\omega \,} ), jednačina se iz domena vremena transformiše u domen kružne frekvencije {\displaystyle j\omega \,}:
{\displaystyle U(j\omega \,)=j\omega \,L\cdot I(j\omega \,)}
Zavojnici, odn. induktivitetu se na taj način dodeljuje svojevrstan imaginaran otpor u području kružne frekvencije koji se naziva induktivnim reaktivnim otporom ili induktivnom reaktancijom:
{\displaystyle X_{L}=j\omega \,L}
te induktivna reaktivna provodljivost, odn. induktivna susceptancija: {\displaystyle B={\frac {1}{j\omega \,L}}}
gde je {\displaystyle \omega \,=2\pi \,f}
Otpor idealne zavojnice za jednosmernu struju jednak je nuli. Reaktivni otpor zavojnice raste sa porastom frekvencije strminom 6 dB/oktavi (20 dB/dekadi) i na beskonačno visokoj frekvenciji postaje beskonačno velik. Prikazujući napon na zavojnici i struju kroz zavojnicu vektorima u kompleksnoj ravnini, može se ustanoviti da u odnosu na vektor napona, na primer, na pozitivnu realnu osu, vektor struje zaostaje za vektorom napona za 90 stupnjeva i koji se u takvom slučaju nalazi na negativnoj imaginarnoj osi ({\displaystyle -j\,}). Uobičajeno je stoga smatrati da je kod zavojnice, odnosno induktiviteta, fazni pomak struje -90 stupnjeva.

### Reaktancija zavojnice u strujnom kolu
Reaktancija zavojnice takođe je imaginarna veličina gde se, vrlo pojednostavljeno, diferenciranje u domenu vremena zamenjuje množenjem sa {\displaystyle j\omega \,} te se prelazi na taj način u domen kružne frekvencije. U području kružne frekvencije u strujnim kolima postupa se vrlo slično strujnim kolima s jesnosmernim izvorima te je rezultantna reaktancija serijskog spoja više zavojnica jednaka:
{\displaystyle X=X_{L_{1}}+X_{L_{2}}+\dots +X_{L_{n}}}
dok za paralelni spoj više induktivnih reaktancija vredi
{\displaystyle {\frac {1}{X}}={\frac {1}{X_{L_{1}}}}+{\frac {1}{X_{L_{2}}}}+\dots +{\frac {1}{X_{L_{n}}}}}

### Reaktancija zavojnice pod stvarnim uslovima
Idealna zavojnica s otporom žice jednakim nuli vraća u električnu mrežu onoliko energije koliko je i primila. Na taj način u ukupnom energetskom bilansu zavojnica u idealnim uslovima ne troši snagu iz električne mreže i ne uzrokuje gubitke energije. U stvarnosti, međutim, zavojnica ima neki otpor provodnika od koga je napravljena te se prikazuje kao serijski spoj idealnog induktiviteta i otpora koji predstavlja radni otpor zavoja zavojnice i koji je uzrok gubitaka snage u zavojnici. Odnos apsolutnog iznosa reaktancije zavojnice i „omskog” otpora zavoja zavojnice određuje kvalitet zavojnice te se one po pravilu prave od provodnika nešto većeg preseka i što manjeg specifičnog električnog otpora.

## Literatura
- Oliver Heaviside, The Electrician, p. 212, 23rd July 1886 reprinted as Electrical Papers, p64, AMS Bookstore.  978-0-8218-3465-7.
- Kennelly, Arthur. Impedance (IEEE, 1893)
- Shamieh C. and McComb G., Electronics for Dummies, John Wiley & Sons, 2011.
- Meade R., Foundations of Electronics, Cengage Learning, 2002.
- Young, Hugh D.; Roger A. Freedman; A. Lewis Ford (2004) [1949]. Sears and Zemansky's University Physics (11 изд.). San Francisco: Addison Wesley. ISBN 0-8053-9179-7.
- William D. Greason (1992). Electrostatic discharge in electronics. Research Studies Press. ISBN 978-0-86380-136-5. Приступљено 4. 12. 2011.
- Tipler, Paul; Mosca, Gene (2004). Physics for Scientists and Engineers (5th изд.). Macmillan. стр. 752. ISBN 978-0-7167-0810-0.
- Massarini, A.; Kazimierczuk, M.K. (1997). „Self capacitance of inductors”. IEEE Transactions on Power Electronics. 12 (4): 671—676. Bibcode:1997ITPE...12..671M. CiteSeerX 10.1.1.205.7356 . doi:10.1109/63.602562: example of the use of the term 'self capacitance'.
- Jackson, John David (1999). Classical Electrodynamic (3rd изд.). John Wiley & Sons. стр. 43. ISBN 978-0-471-30932-1.
- Maxwell, James (1873). „3”. A treatise on electricity and magnetism. 1. Clarendon Press. p. 88ff.
- Fundamentals of Electronics. Volume 1b — Basic Electricity — Alternating Current. Bureau of Naval Personnel. 1965.
- Jackson, J. D. (1975). Classical Electrodynamics. Wiley.
- Binns; Lawrenson (1973). Analysis and computation of electric and magnetic field problems. Pergamon Press. ISBN 978-0-08-016638-4.
- Maxwell, J. C. (1873). A Treatise on Electricity and Magnetism. Dover. p. 266ff. ISBN 978-0-486-60637-8.
- Rawlins, A. D. (1985). „Note on the Capacitance of Two Closely Separated Spheres”. IMA Journal of Applied Mathematics. 34 (1): 119—120. doi:10.1093/imamat/34.1.119.
- Jackson, J. D. (1975). Classical Electrodynamics. Wiley. стр. 128, problem 3.3.
- Maxwell, J. C. (1878). „On the electrical capacity of a long narrow cylinder and of a disk of sensible thickness”. Proc. London Math. Soc. IX: 94—101. doi:10.1112/plms/s1-9.1.94.
- Vainshtein, L. A. (1962). „Static boundary problems for a hollow cylinder of finite length. III Approximate formulas”. Zh. Tekh. Fiz. 32: 1165—1173.
- Jackson, J. D. (2000). „Charge density on thin straight wire, revisited”. Am. J. Phys. 68 (9): 789—799. Bibcode:2000AmJPh..68..789J. doi:10.1119/1.1302908.
- Raphael Tsu (2011). Superlattice to Nanoelectronics. Elsevier. стр. 312—315. ISBN 978-0-08-096813-1.
- T. LaFave Jr. (2011). „Discrete charge dielectric model of electrostatic energy”. J. Electrostatics. 69 (6): 414—418. arXiv:1203.3798 . doi:10.1016/j.elstat.2011.06.006.
- G. J. Iafrate; K. Hess; J. B. Krieger; M. Macucci (1995). „Capacitive nature of atomic-sized structures”. Phys. Rev. B. 52 (15): 10737—10739. Bibcode:1995PhRvB..5210737I. doi:10.1103/physrevb.52.10737.

## Spoljašnje veze
- Interactive Java Tutorial on Inductive Reactance National High Magnetic Field Laboratory
- Reactance calculator
- „Capacitance : Charge as a Function of Voltage”. Av8n.com. Приступљено 20. 9. 2010.
- „Capacitor MF-MMFD Conversion Chart”. Just Radios.